# Georges Sarre
Georges Sarre (Chénérailles, Creuse; 26 de noviembre de 1935-31 de enero de 2019) fue un político francés y líder del Movimiento Ciudadano y Republicano. 

## Biografía
Sarre fue uno de los primeros partidarios de Jean-Pierre Chevènement y François Mitterrand en el nuevo Partido Socialista (PS), al que se unió en el famoso Congreso de Epinay en 1971. Fue el principal candidato socialista en las elecciones municipales de París de 1977, pero perdió la elección por un puñado de votos a favor de Jacques Chirac . 
Fue elegido diputado al Parlamento Europeo en las elecciones europeas de 1979 y fue elegido a la Asamblea Nacional de Francia para París en 1981. Entre 1988 y 1993 se desempeñó como Secretario de Estado para el Transporte Vial y Fluvial en los gobiernos dirigidos por Michel Rocard, Édith Cresson y Pierre Bérégovoy. Más tarde se desempeñó, entre 1995 y 2008, como alcalde del distrito 11 de París. 
En la debacle de la izquierda de 1993, fue reelegido en el distrito 6 de París, el único distrito electoral que no ganó por la derecha en esa elección. Ese mismo año, en desacuerdo con la derivación neoliberal del Partido Socialista, se unió a Jean-Pierre Chevènement en la creación del Movimiento de Ciudadanos (MDC). El MDC se convirtió en el Polo Republicano en 2002 antes de adoptar su nombre actual, Movimiento Ciudadano y Republicano (MRC). Apoyó la candidatura de Chevènement en las elecciones presidenciales de 2002 y preparó una segunda candidatura de Chevènement en las elecciones presidenciales de 2007, pero Chevènement no se postuló, sino que apoyó a la candidata socialista de Ségolène Royal en la primera ronda. 
Fue derrotado en su circunscripción por la socialista Danièle Hoffman-Rispal en la elección legislativa francesa, 2002. Sin embargo, antes de las elecciones presidenciales de 2007 y las elecciones legislativas de 2007 en las que el MRC apoyó la candidatura de Royal a cambio del respaldo del Partido Socialista a la candidatura de Sarre en el segundo distrito electoral de Creuse en la elección legislativa de junio. A pesar de la falta de oposición del PS, perdió la segunda vuelta al titular de la UMP, Jean Auclair. 
A menudo se lo considera el colíder del MRC junto con Chevènement, aunque Chevènement es actualmente el presidente del MRC.